# 남포중학교
남포중학교(藍浦中學校)는 대한민국 충청남도 보령시 남포면 달산리에 있는 공립 중학교이다.

## 학교 연혁
- 1978년 9월 10일 : 남포중학교 설립추진위 발족
- 1978년 12월 10일 : 남포중학교 설립 인가
- 1979년 3월 10일 : 개교(4학급 인가)
- 1980년 2월 10일 : 신축 교사로 이전
- 2002년 2월 9일 : 교명비 제막식
- 2010년 2월 12일 : 다목적강당 희망관 개관
- 2023년 3월 1일 : 제19대 양희진 교장 부임
- 2025년 1월 8일 : 제44회 졸업식(12명, 3,728명)
- 2025년 3월 4일 : 제47회 입학식(15명)

## 참고 자료
- 남포중학교 - 한국교육학술정보원 학교알리미